# District de Montijo
Le district de Montijo est l'une des divisions qui composent la province de Veraguas, au Panama. En 2004, elle comptait 6 572 habitants, répartis sur une superficie de 779,8 km2.

## Crédit d'auteurs
- (es) Cet article est partiellement ou en totalité issu de l’article de Wikipédia en espagnol intitulé « Distrito de Montijo » (voir la liste des auteurs).